# Airbus ZEROe
Airbus ZEROe — три концепции перспективного лайнера  «Airbus», который будет летать на водородном топливе.

## Общие сведения
Три проекта лайнеров на водородном топливе получили символичное кодовое название ZEROe (от англ. zero emissions — «нулевые выбросы»).
Первый самолет, похожий на Airbus A320neo, рассчитан на 120-200 пассажиров и сможет преодолевать расстояние более 3700 км. По мнению разработчиков, это идеальный вариант для трансконтинентальных направлений. Самолёт оснащен модифицированными газотурбинными силовыми установками, функционирующими на водороде, баки для водородного топлива будут расположены в герметизированном отсеке в хвостовой части самолета
Второй вариант лайнера с турбовинтовыми двигателями сможет осуществлять полет на расстояние от 1800 км и принимать на борт до 100 пассажиров. Он предназначается для внутренних рейсов и работает на модифицированных водородных газотурбинных двигателях.

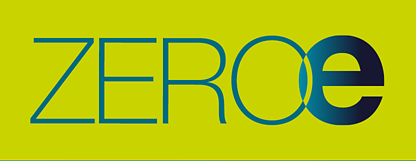
Логотип программы ZEROe

Самая интересная новинка — третий вариант представляет собой пассажирский самолет с турбовентиляторными двигателями, выполненный по схеме «летающее крыло». Лайнер сможет принимать на борт до 200 пассажиров и преодолевать расстояния более 3700 км. При этом его конструктивные особенности позволяют применять самые разные комбинации компоновки салона и хранения топлива.
Представленные концерном концепты позволят изучить и выбрать идеальные компоновку и дизайн для первого в мире пассажирского самолета с нулевым уровнем выбросов. Перспективное летательное средство планируется ввести в эксплуатацию к 2035 году.